# Leysera
Leysera là một chi thực vật có hoa trong họ Cúc (Asteraceae).

## Loài
Chi Leysera gồm các loài: